# Antonio Gutiérrez
Antonio Gutiérrez Vegara (Orihuela, 20 de mayo de 1951) es un político y sindicalista español.
Nacido en Orihuela (Alicante) el 20 de mayo de 1951. Desde muy joven participó en el movimiento sindical clandestino durante el franquismo. Con 15 años sufrió su primera detención. Desde su IV Congreso Confederal en 1987 fue secretario general del sindicato Comisiones Obreras en sustitución de Marcelino Camacho. En este período fue alejando a Comisiones Obreras de la influencia del Partido Comunista de España, llegando a abandonar él mismo la militancia en dicho partido en 1991, de cuyo Comité Central fue miembro.
En su último congreso al frente de CCOO (1998) aseguró que no pensaba entrar en política. Sin embargo en las elecciones generales de 2004 aceptó ocupar el quinto puesto en las listas del PSOE por Madrid, por lo que resultó elegido diputado por esta circunscripción. Tras la victoria de este partido en las elecciones del 14-M se especuló con la posibilidad de que Gutiérrez fuera nombrado ministro de Trabajo, cosa que finalmente no sucedió.
Se declara lector retirado de Marx, y empedernido de su paisano Miguel Hernández, así como de Federico García Lorca. Está casado y tiene una hija.
El 6 de octubre de 2000 le fue otorgada la Alta Distinción de la Generalidad Valenciana.
Fue asesor de la Fundación Caja Madrid hasta el 31 de marzo de 2004.
En junio de 2010 se abstuvo en la votación sobre la reforma laboral. Rompió así la disciplina de voto de su grupo político (PSOE) que votó a favor de la misma. Nuevamente rompiendo dicha disciplina de voto, se opuso en agosto de 2011 a la Reforma Constitucional (pactada con el PP pero rechazada por el resto del arco parlamentario y movimientos ciudadanos como el 15M) que supondría la inclusión en la Carta Magna del techo de déficit, sin descartar su apoyo a un hipotético referéndum de ratificación.
En consecuencia, en las Elecciones generales de España de 2011 no formó parte de las listas del PSOE. Solicitó a continuación su reingreso en Bankia, donde formaba parte del servicio de Estudios, aparentemente hasta el ERE de la entidad.

## Cargos como diputado
- Presidente  de la  Comisión de Economía y Hacienda.
- Vocal de la Comisión de Cooperación Internacional para el Desarrollo.
- Vocal de la Delegación española en el Grupo de Amistad con Marruecos.